# Shouchang (köpinghuvudort i Kina, Zhejiang Sheng, lat 29,36, long 119,22)
Shouchang (kinesiska: 寿昌镇) är en köpinghuvudort i Kina. Den ligger i provinsen Zhejiang, i den östra delen av landet, omkring 130 kilometer sydväst om provinshuvudstaden Hangzhou. Antalet invånare är 40 643. Befolkningen består av 20 223 kvinnor och 20 420 män. Barn under 15 år utgör 13,0 %, vuxna 15-64 år 74 %, och äldre över 65 år 12,0 %.
Runt Shouchang är det ganska tätbefolkat, med 248 invånare per kvadratkilometer. Shouchang är det största samhället i trakten. Trakten runt Shouchang består till största delen av jordbruksmark.
Genomsnittlig årsnederbörd är 2 198 millimeter. Den regnigaste månaden är juni, med i genomsnitt 453 mm nederbörd, och den torraste är oktober, med 69 mm nederbörd.